# Gyrus supramarginalis

Der Gyrus supramarginalis schlingt sich um das Ende der Fissura sylvii.

Position in beiden Gehirnhälften (rot markiert)

Der Gyrus supramarginalis ist eine Windung (Gyrus) der Großhirnrinde und befindet sich in beiden Großhirn-Hälften am Übergang von Scheitel-, Schläfen- und Hinterhauptlappen, wird jedoch dem Scheitellappen zugerechnet. Er schlingt sich um das hintere Ende der Fissura Sylvii.

## Histologie
Histologisch entspricht er dem Brodmann-Areal 40.

## Topologie
Rostral des Gyrus supramarginalis liegt das für das Sprachverständnis wesentliche Wernicke-Areal. Caudal befindet sich der Gyrus angularis, dorsal der Lobulus parietalis inferior.

## Funktion
Die Schädigung des Gyrus supramarginalis der sprachdominanten Gehirnhälfte kann zu einem Gerstmann-Syndrom führen.